# Црешево
Црешево (мкд. Црешево) је насеље у Северној Македонији, у северном делу државе. Црешево припада градској општини Гази Баба града Скопља. Насеље је северно предграђе главног града.

## Географија
Црешево је смештено у северном делу Северне Македоније. Од најближег већег града, Скопља, насеље је удаљено 10 km северно.
Насеље Црешево је у оквиру историјске области Црногорје и положено је у јужном подножју Скопске Црне Горе. Северно од насеља издиже се планина, а јужно се пружа Скопско поље, које је плодно и густо насељено. Надморска висина насеља је приближно 340 метара.
Месна клима је континентална.

## Становништво
Црешево је према последњем попису из 2002. године имало 1.278 становника.
Претежно становништво у насељу су етнички Македонци (98%). Остало су махом Срби.
Већинска вероисповест је православље.